# Hybolasius pedator
Hybolasius pedator es una especie de escarabajo longicornio del género Hybolasius, tribu Acanthocinini, subfamilia Lamiinae. Fue descrita científicamente por Bates en 1876.

## Descripción
Mide 4,5-6,75 milímetros de longitud.

## Distribución
Se distribuye por Nueva Zelanda.